# トミー・ムスト
トミー・ムスト(Tommy Musto)は、ニューヨークを拠点として活動しているアメリカ人のハウス／ガラージュのプロデューサーである。Key To Life、The Movement、Next Phaseという変名でも活動を行っている。

## 経歴
1963年9月15日にアメリカ合衆国のニューヨーク市・ブルックリンで生まれる。エレクトロニクスの修理屋である父親の元で育ち、地元ブルックリンで1978年から不定期にDJを始めた。
1981年には、ニューヨークのラジオ局WKTUで提供していたDJミックスショーへ参加するようになり、同年にはレコードレーベルTommy Boy Recordsが開催したDJミックスコンテストで優勝を勝ち取る。トミーの本格的な音楽活動はこの時期から開始となる。
その後、インディーとしては大手の4th & Broadwayや25 West Recordsでミックスの仕事を行うようになり、1980年代後半には、Northcott Productionsを設立する。